# Weger Verlag
Der A. Weger Verlag ist ein Buch-Verlag mit Sitz in Brixen. Er ging aus der ältesten Druckerei Südtirols hervor. 

## Geschichte

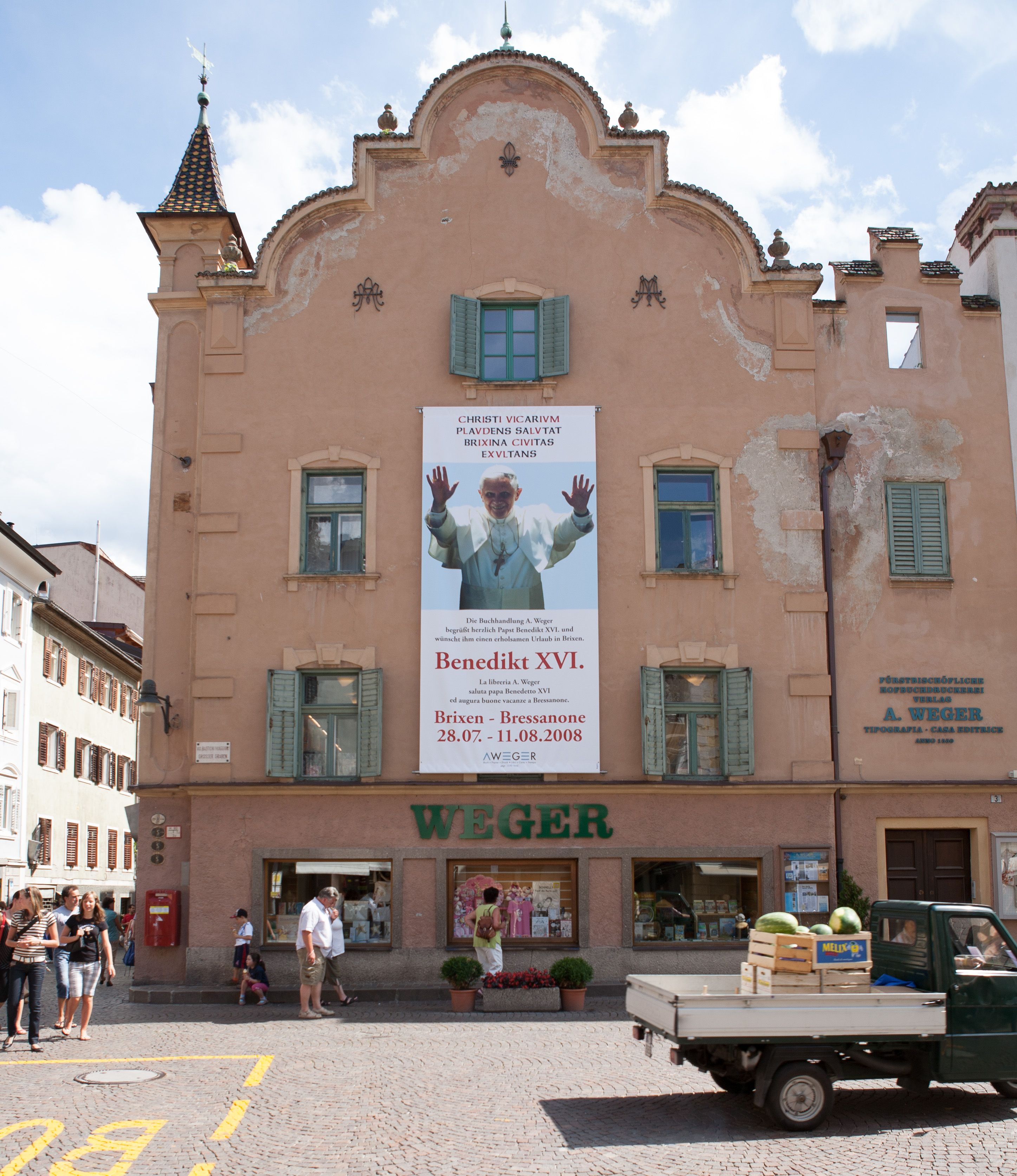
Das Verlagshaus im Juni 2008

Die Druckerei wurde 1550 von Donatus Faetius gegründet. Bedeutende Drucker wie Hieronymus Paur, Paul Nikolaus Führer, Josef Schuechegger, Johann Baptist Brandl, Johann Kassian Krapf, Thomas Weger, Josef Weger und Alois Weger; Anton von Mörl, Josef von Mörl und Bernhard von Mörl führten die Offizin weiter.
Im 19. Jahrhundert, unter Josef und Alois Weger und später unter Anton von Mörl, blühte die Verlagstätigkeit durch die Herausgabe von bedeutenden Werken zum Beispiel von Ludwig Rapp, Franz Anton Sinnacher und Johann Nepomuk Tinkhauser auf. Viele namhafte Professoren des Brixner Priesterseminars geben ihre Werke bei Weger heraus, so dass der Verlag bald in der ganzen österreichischen Monarchie und in Europa bekannt war.
Anton von Mörl, der bei Alois Weger zehn Jahre Geschäftsführer war, heiratete die Erbin Maria Weger und brachte dadurch die Druckerei, den Verlag sowie die Buchhandlung in seinen Besitz, der bis heute von der Familie von Mörl geführt wird.
Am 1. Adventssonntag des Jahres 1994 stellte die Druckerei vom Hochdruckverfahren auf Flachdruck (Offsetdruck) um und stellt heute eine moderne und mit neuester Technik ausgerüstete Firma dar. Die Druckerei übersiedelte im Juni 2000 von der Altstadt Brixen, wo sie seit 1931 untergebracht war, in das Brixner Gewerbegebiet.
Das alte Druckereigebäude und der Innenhof am Großen Graben 3 wurden im Jahr 2003 restauriert und
umgebaut. Die Verkaufsfläche der dort ansässigen Buchhandlung „Universitätsverlag A. Weger“ konnte dadurch vergrößert und den neuen Bedürfnissen angepasst werden. In den neuen Räumen konnte die Verlagsbuchhandlung und Papierhandlung am 7. November 2003 Einzug halten.
Im Sommer 2008 erwies das schwerpunktmäßig auf Theologie und Religion ausgerichtete Verlagshaus Papst Benedikt XVI. anlässlich seines Urlaubsaufenthaltes in Brixen mit einem großformatigen Plakat an der Fassade des Firmensitzes seiner Universitäts-Buchhandlung die Reverenz. Noch im selben Jahr brachte der A. Weger Verlag zu diesem Anlass in zwei Auflagen in deutsch-italienischer Fassung das Buch Papst Benedikt XVI. in Südtirol / Papa Benedetto XVI in Alto Adige heraus.